# Rio Faxinal (Rio Grande do Sul)
O rio Faxinal é um rio brasileiro do estado do Rio Grande do Sul. É um afluente do rio Ijuí.